# Sidérose (maladie)
La sidérose est une pneumoconiose causée par l'exposition prolongée à des particules de fer ou d’oxydes de fer FeO ou Fe2O3. Elle touche principalement les ouvriers de fonderies et les mineurs.
Sur le plan clinique et radiologique on distingue deux tableaux suivant qu’il s’agit uniquement de l’inhalation de poussières de fer ou bien de l’inhalation de particules de fer et de silice.

## Sidérose pure
Elle est due à l’exposition de particules ferriques uniquement.

### Professions exposées
- Soudeurs à l’arc et oxydécoupeurs au chalumeau. La fusion d’une électrode en acier dégage des fumées contenant des particules de fer.
- Polisseurs d’argenterie utilisant des abrasifs à base d’oxydes de fer.

### Signes cliniques
Ce sont des signes de bronchopneumopathie chronique obstructive : toux, expectoration, dyspnée…
- La radiographie pulmonaire montre uniquement de fines opacités interstitielles.
- La maladie est bénigne et peu évolutive.

## Sidérose mixte
Elle est due à l’exposition de particules de fer et de silice.

### Professions exposées
- Mineurs de fer : Mines de Lorraine contenant de la limonite, de l'hématite, de la magnétite, ou du carbonate de fer.
- Ouvriers de l’ocre. L'ocre contient de l'oxyde ferrique et de la silice.

### Signes cliniques
Ce sont des signes de bronchopneumopathie chronique obstructive : toux, expectoration, dyspnée…
- La radiographie pulmonaire montre des opacités interstitielles, micronodulaires ou plus rarement nodulaires. Plus tardivement on observe des images de fibrose et d’emphysème
- Les épreuves fonctionnelles respiratoires montrent un syndrome obstructif avec baisse du VEMS et du rapport de Tiffeneau ainsi qu’une augmentation du volume résiduel.
- Évolution vers une insuffisance cardiaque.
- Risque accru de cancer bronchopulmonaire[1].

## Législation
En France, la sidérose est prise en charge au titre de maladie professionnelle au tableau N° 44, tableau 44 Bis et tableau N° 94.